# 新茂之
新 茂之（あたらし しげゆき、1967年 ‐ ）は、日本の哲学者。同志社大学文学部哲学科教授、同大学文学部長。

## 研究
専門はチャールズ・サンダース・パースを中心とした英米哲学。日本デューイ学会研究奨励賞（1998年）。

## 来歴
1989年　同志社大学法学部
1991年　同志社大学文学部
1994‐2000年　同大学文学研究科

## 論文
- 「C.S.パースの『連続主義』における『連続体』の論理的構造」、日本デューイ学会紀要、2012年
- 「様相命題論理の図像的展開—C.S.パース『存在図形』第3部の体系化に関する試み—」、人文學、2012年
- 「C.S.パースにおける『蓋然性』の宇宙論的基底」、日本デューイ学会紀要、2011年

## 著書
- 『パース「プラグマティズム」の研究—関係と進化と立論のカテゴリー論的整序の試み—』、晃洋書房、2011年
- 「パースにおける真理と研究」『現代哲学の真理論—ポスト形而上学の真理問題—』（共著）所収、世界思想社、2009年